# Dorfkirche Seebach

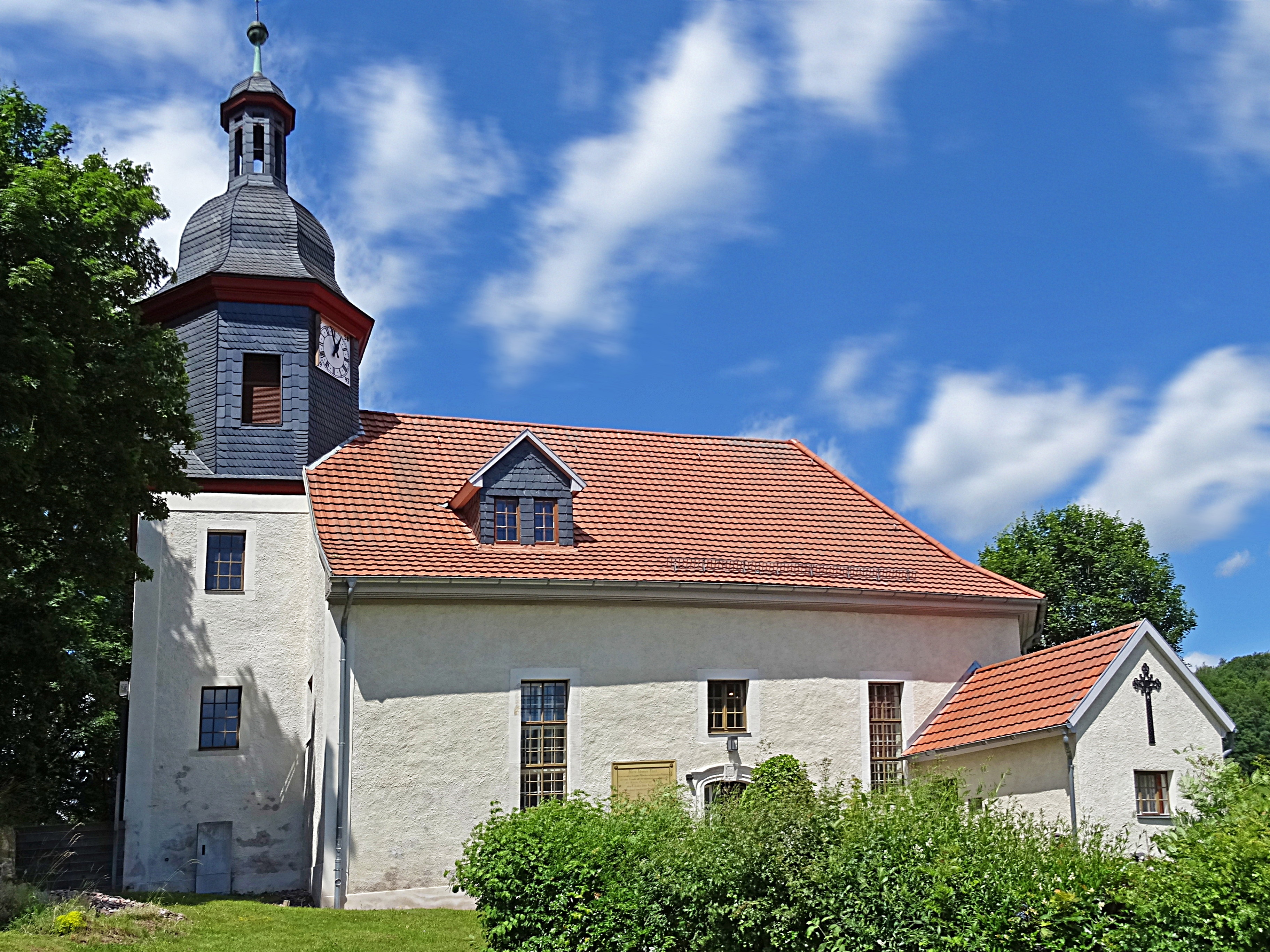
Außenansicht

Die Dorfkirche in Seebach, im thüringischen Wartburgkreis, ist eine evangelisch-lutherische Pfarrkirche.

## Geschichte

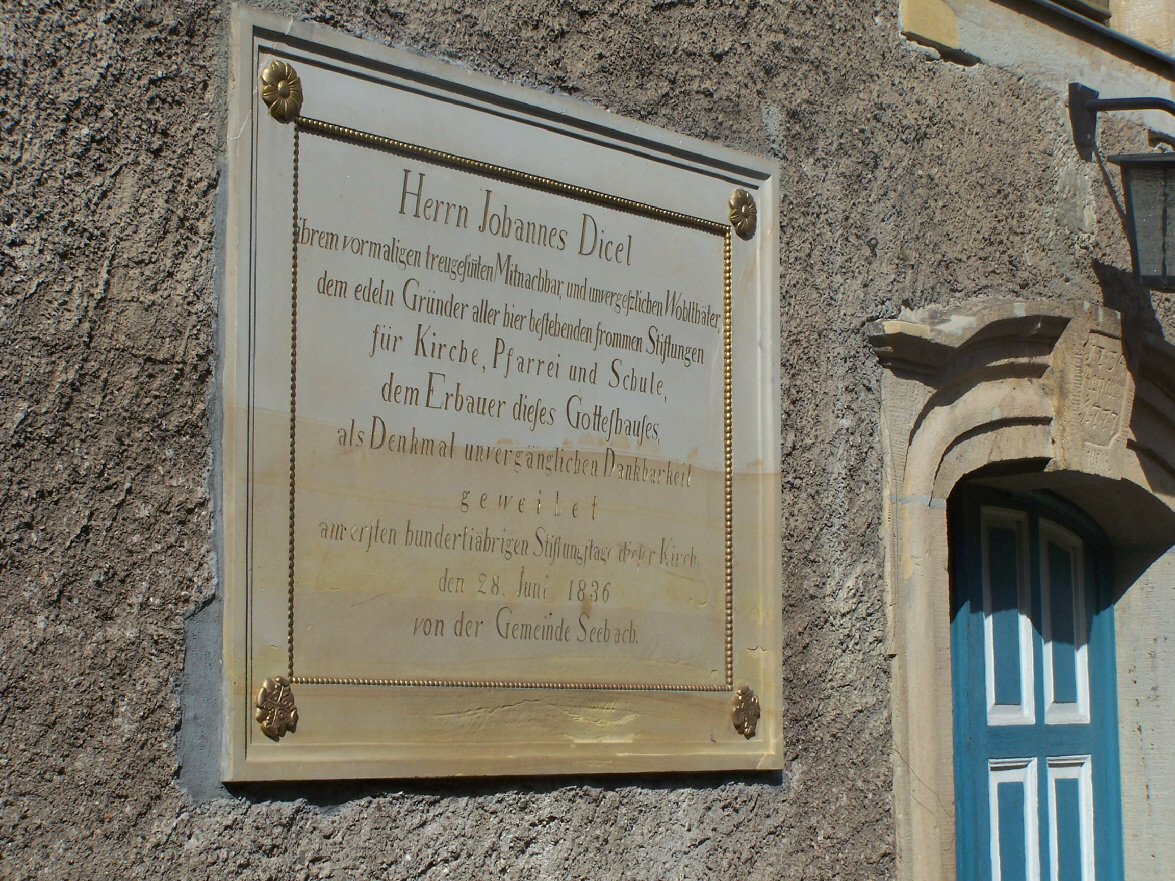
Gedenktafel

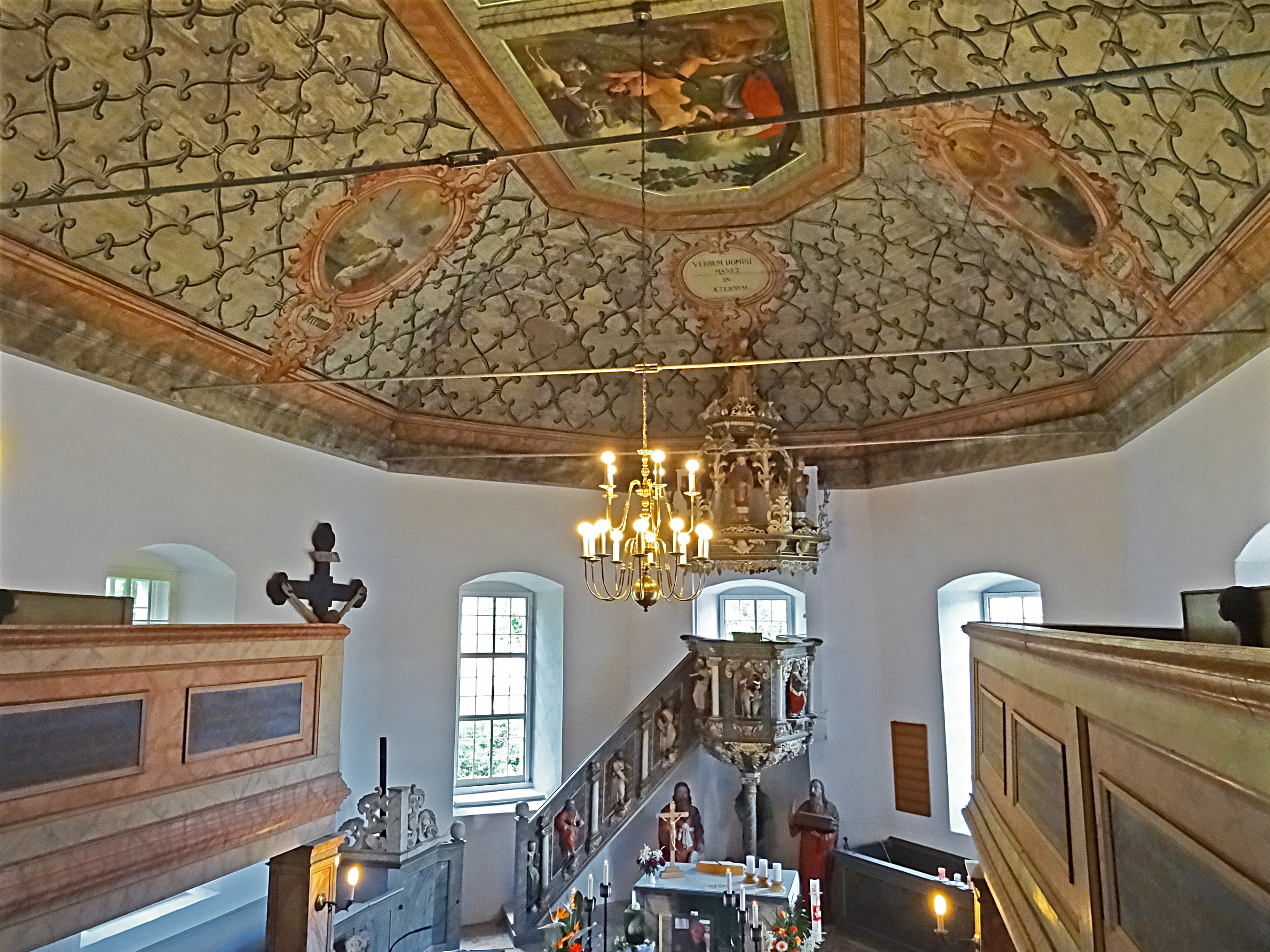
Innenansicht

Die Kirche von Seebach wurde 1735 als Ersatz für eine wohl schon im 17. Jahrhundert zerstörte spätmittelalterliche Kapelle in Auftrag gegeben. Am 26. Juni 1736 erfolgte die Einweihung des Gotteshauses. Dieses ist im Inneren prachtvoll im Rokoko-Stil verziert. Es kostete 2160 Taler. Die Seebacher Bevölkerung hatte zuvor die Farnrodaer Laurentiuskirche genutzt. Als erster Pfarrer in Seebach trat Friedrich Kummer aus Schwarzhausen seinen Dienst an. Eine 1836 gestiftete und installierte Gedenktafel würdigt die Verdienste des Seebacher Ehrenbürgers und Wohltäters Johannes Dicel, zu dessen 250. Todestag im November 2008 diese Tafel restauriert wurde.

## Orgel

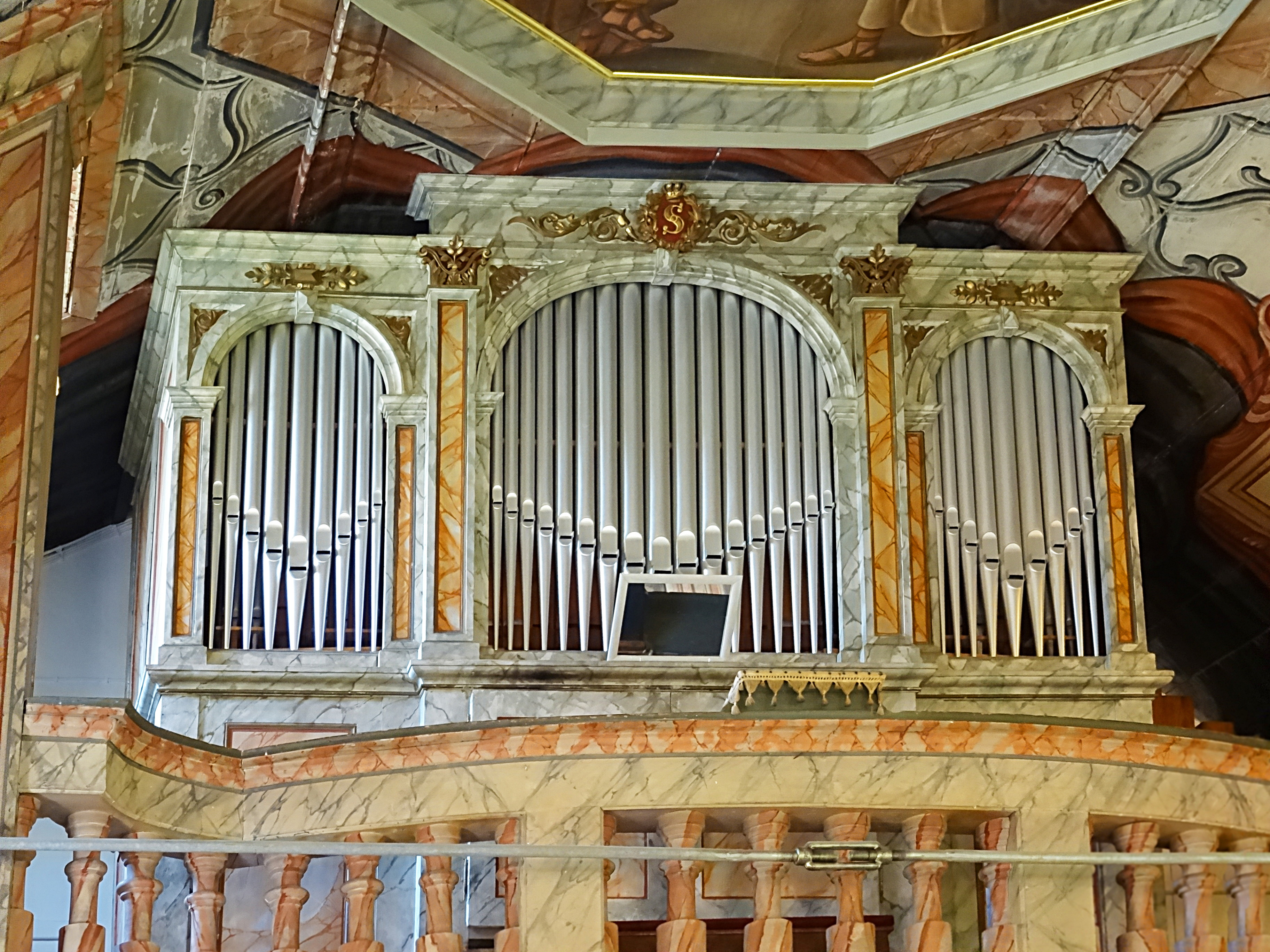
Markert-Orgel

Die Orgel hat 13 Register auf zwei Manualen und Pedal; die Register- und Tontraktur sind mechanisch. Das Instrument wurde 1883 von der Orgelbauerfamilie Markert gebaut. Eine Restaurierung erfolgte 2013 durch die Firma Orgelbau Kutter. Die Disposition lautet wie folgt:
| I Hauptwerk C–f3 |                |     |
| 1.               | Bordun         | 16′ |
| 2.               | Principal      | 8′  |
| 3.               | Hohlflöte      | 8′  |
| 4.               | Viola di Gamba | 8′  |
| 5.               | Oktave         | 4′  |
| 6.               | Oktave         | 2′  |
| 7.               | Mixtur III     |     |

| II Hinterwerk C–f3 |                  |    |
| 8.                 | Gemshorn         | 8′ |
| 9.                 | Lieblich Gedackt | 8′ |
| 10.                | Flauto amabile   | 8′ |
| 11.                | Flauto dolce     | 4′ |

| Pedal C–d1 |              |     |
| 12.        | Subbaß       | 16′ |
| 13.        | Principalbaß | 8′  |

- Koppeln: II/I, I/P